# Mito (Han)
Mito (jap. 水戸藩, -han) war ein Han (Lehen) in Japan während der Edo-Zeit mit Sitz im Gebiet der alten Provinz Hitachi (heutige Präfektur Ibaraki). Das 1602 gebildete Han mit Sitz Burg Mito wurde nacheinander an drei Söhne von Tokugawa Ieyasu vergeben: Zunächst an den fünften Sohn Takeda Nobuyoshi (zuvor 1593–1602 Daimyō von Sakura), dann an den zehnten Sohn Tokugawa Yorinobu (anschließend 1609–1619 Daimyō von Sumpu und 1619–1667 von Kishū, Begründer der Kishū-Tokugawa) und schließlich an den elften Sohn Tokugawa Yorifusa (zuvor 1606–1609 als Matsudaira Tsuruchiyomaru (松平 鶴千代丸) Daimyō von Shimotsuma und Begründer der Mito-Tokugawa). Die Mito-Linie der Tokugawa, die dritte der Gosanke, kontrollierte seitdem das Gebiet bis zur Abschaffung der Han 1871. Der letzte Daimyō, Tokugawa Akitake, war 1866 bis 1868 Oberhaupt des Hauses Shimizu Tokugawa (Gosankyō).
Gegen Ende der Edo-Zeit wurde Mito ein Zentrum der Gelehrsamkeit, nachdem Nariaki 1841 das Kōdōkan als Han-Schule einrichtete. Sie wurde schnell zur größten der 295 Han-Schulen Japans. Die dort gelehrte Mitogaku (水戸学) basierte auf dem Konzept der Einheit von Shintō und Konfuzianismus. Es ging dabei um die Selbstfindung Japans in einer Zeit, in der die Westmächte begannen, große Bereiche Asiens in Kolonien umzuwandeln.  Nach der erzwungenen Öffnung des Landes stimmte man auch ein in den Ruf "Ehret den Tennō – Vertreibt die Barbaren" (sonnō jōi). In den Unruhen von 1868 kam es in Mito zu Auseinandersetzungen zwischen Tokugawa-Anhängern und -Gegnern. Dabei ging die 17,8 ha große Anlage bis auf das Haupttor, die Eingangshalle und eine weitere Halle, Shizendō, in Flammen auf.
An dem von Mitsukuni 1657 begonnenen, bedeutendsten Geschichtswerk der Edo-Zeit, dem Dai Nihon shi („Geschichte Großjapans“), wurde sowohl innerhalb der Mito-Residenz in Edo im dortigen Shōkōkan (彰考館) als auch in Mito weiter gearbeitet.
Der letzte Tokugawa-Shogun, Tokugawa Yoshinobu, stammte aus der Mito-Linie. Er konnte das Ende des Shogunats nicht verhindern, wobei seine Gegenspieler, die Revolutionäre hinter der Meiji-Restauration, ausgerechnet von der Ideologie der Mito-Schule beeinflusst waren.
Zur Meiji-Restauration erstreckte sich Mito in die Landkreise (-gun) Ibaraki, Naka, Kuji, Taga, Kashima, Namegata und Niihari von Hitachi und den Landkreis Nasu von Shimotsuke. Mit der Abschaffung von -han und Einrichtung von -ken (Präfekturen) 1871 wurde aus dem Mito-han unter Ergänzung um geistliche oder Tenryō-Enklaven die Mito-ken (水戸県 ‚Präfektur Mito‘), ein Hauptvorläufer von Ibaraki.

## Liste der Daimyō
- Takeda (Shimpan-Daimyō, 150.000 Koku), 1602–1603

|   | Name             | Kanji     | Amtszeit  |
| - | ---------------- | --------- | --------- |
| 1 | Takeda Nobuyoshi | 武田 信吉 | 1602–1603 |

- Kishū-Tokugawa (Shimpan-Daimyō, 200.000 Koku → 250.000 Koku), 1603–1609

|   | Name              | Kanji     | Amtszeit  |
| - | ----------------- | --------- | --------- |
| 1 | Tokugawa Yorinobu | 徳川 頼宣 | 1603–1609 |

- Mito-Tokugawa (Shimpan-Daimyō, 350.000 Koku), 1609–1871

|    | Name               | Kanji     | Amtszeit  |
| -- | ------------------ | --------- | --------- |
| 1  | Tokugawa Yorifusa  | 徳川 頼房 | 1609–1661 |
| 2  | Tokugawa Mitsukuni | 徳川 光圀 | 1661–1690 |
| 3  | Tokugawa Tsunaeda  | 徳川 綱條 | 1690–1718 |
| 4  | Tokugawa Munetaka  | 徳川 宗堯 | 1718–1730 |
| 5  | Tokugawa Munemoto  | 徳川 宗翰 | 1730–1766 |
| 6  | Tokugawa Harumori  | 徳川 治保 | 1766–1805 |
| 7  | Tokugawa Harutoshi | 徳川 治紀 | 1805–1816 |
| 8  | Tokugawa Narinobu  | 徳川 斉脩 | 1816–1829 |
| 9  | Tokugawa Nariaki   | 徳川 斉昭 | 1829–1844 |
| 10 | Tokugawa Yoshiatsu | 徳川 慶篤 | 1844–1868 |
| 11 | Tokugawa Akitake   | 徳川 昭武 | 1868–1871 |

## Zweiglehen von Mito
Vier Söhne vom Begründer des Hauses Mito-Tokugawa, Tokugawa Yorifusa, erhielten eigene Lehen. Diese Linien mit ihren Zweiglehen (支藩, shihan) waren:
- Ausgehend von Matsudaira Yorishige (松平 頼重) zu Shimodate 1639–1642 und zu Takamatsu 1642–1871.
- Ausgehend von Matsudaira Yorimoto (松平 頼元) zu Nukada 1661–1700 und zu Moriyama 1700–1871.
- Ausgehend von Matsudaira Yoritaka (松平 頼隆) zu Honai 1661–1700 und zu Hitachi-Fuchū 1700–1871.
- Ausgehend von Matsudaira Yorio (松平 頼雄) zu Shishido 1682–1864 und 1868–1871.